# Ángel Aceves Saucedo
Ángel Aceves Saucedo (Izúcar de Matamoros, Puebla, 12 de noviembre de 1940 - La Habana, Cuba, 26 de junio de 2003) fue un economista y político mexicano, miembro del Partido Revolucionario Institucional (PRI), que ocupó los cargos de diputado federal y senador. Fue el primer titular de la Comisión Nacional para la Protección y Defensa de los Usuarios de Servicios Financieros (Condusef).
Ángel Aceves Saucedo fue Licenciado en Economía por la Universidad Nacional Autónoma de México, con una Maestría en Economía por la Universidad de Nueva York y un Doctorado en Economía por la misma institución, todas obtenidas con mención cum laude; se desempeñó como maestro en la Escuela Nacional de Economía de la UNAM, además fue Jefe de Análisis Estadístico y Matemático en la Secretaría de Hacienda y Crédito Público de 1965 a 1966, oficial mayor de la Secretaría de Industria y Comercio de 1970 a 1971 y oficial mayor del Departamento del Distrito Federal de 1971 a 1972.
En 1979 fue elegido diputado federal por el I Distrito Electoral Federal de Puebla a la LI Legislatura que culminó en 1982, ese año fue elegido, a su vez, senador por Puebla para el periodo que concluyó en 1988 y por segunda ocasión diputado federal por la vía de representación proporcional a la LV Legislatura de 1991 a 1994. 
De 1980 a 1982 fue presidente de la Liga de Economistas Revolucionarios; de 1982 a 1988, fue Secretario del Instituto de Estudios Políticos, Económicos y Sociales (IEPES) del Comité Ejecutivo Nacional de PRI. De 1987 a 1989 fue presidente del Colegio Nacional de Economistas.
En abril de 1999, fue nombrado primer titular de la Condusef, cargo que ocupó hasta mayo de 2003.
Falleció en La Habana, Cuba el 26 de junio de 2003.